# 秋田ノーザンハピネッツ
秋田ノーザンハピネッツ（あきたノーザンハピネッツ、英: Akita Northern Happinets）は、秋田県秋田市をホームタウンとするプロバスケットボールチーム。運営法人は秋田ノーザンハピネッツ株式会社。2010年に創設され、現在はB1リーグの東地区に所属している。

## 概要
秋田県内初のプロスポーツチームとして、2009年1月に球団が創立され、bjリーグ2010-11シーズンより活動を開始した。国内のプロバスケットボールリーグの再編に伴い、2016年からはB.LEAGUEに所属する。
チーム名の「ハピネッツ」は一般公募3,117通の中から選ばれた名称で、みんなが幸せを共有できるようにという願いが込められている。これに秋田のラグビーチーム・秋田ノーザンブレッツラグビーフットボールクラブの「ノーザン」を組み合わせて「ノーザンハピネッツ」（Northern Happinets）とした。同じ名を共有することで、共に地域の人々に愛されるチームを作り、秋田を全国に発信したいという思いが込められている。
チームロゴはデザイナー・東海林諭宣の作品で、日本有数の米どころである秋田の稲穂があしらわれたデザインとなっており、勝利と豊作の願いが込められている。ブースター（ファン）が熱狂的であることが知られており、アウェーゲームでもホームゲームのように客席をピンクに染める動員力から「クレイジーピンク」と呼ばれている。
運営企業の名称は創立当初は秋田プロバスケットボールクラブ株式会社。2017年にチーム名と同じ秋田ノーザンハピネッツ株式会社に社名変更している。2020年には、事務所をチームの練習拠点と同じ秋田ノーザンゲートスクエア内に移転した。

### ユニホーム

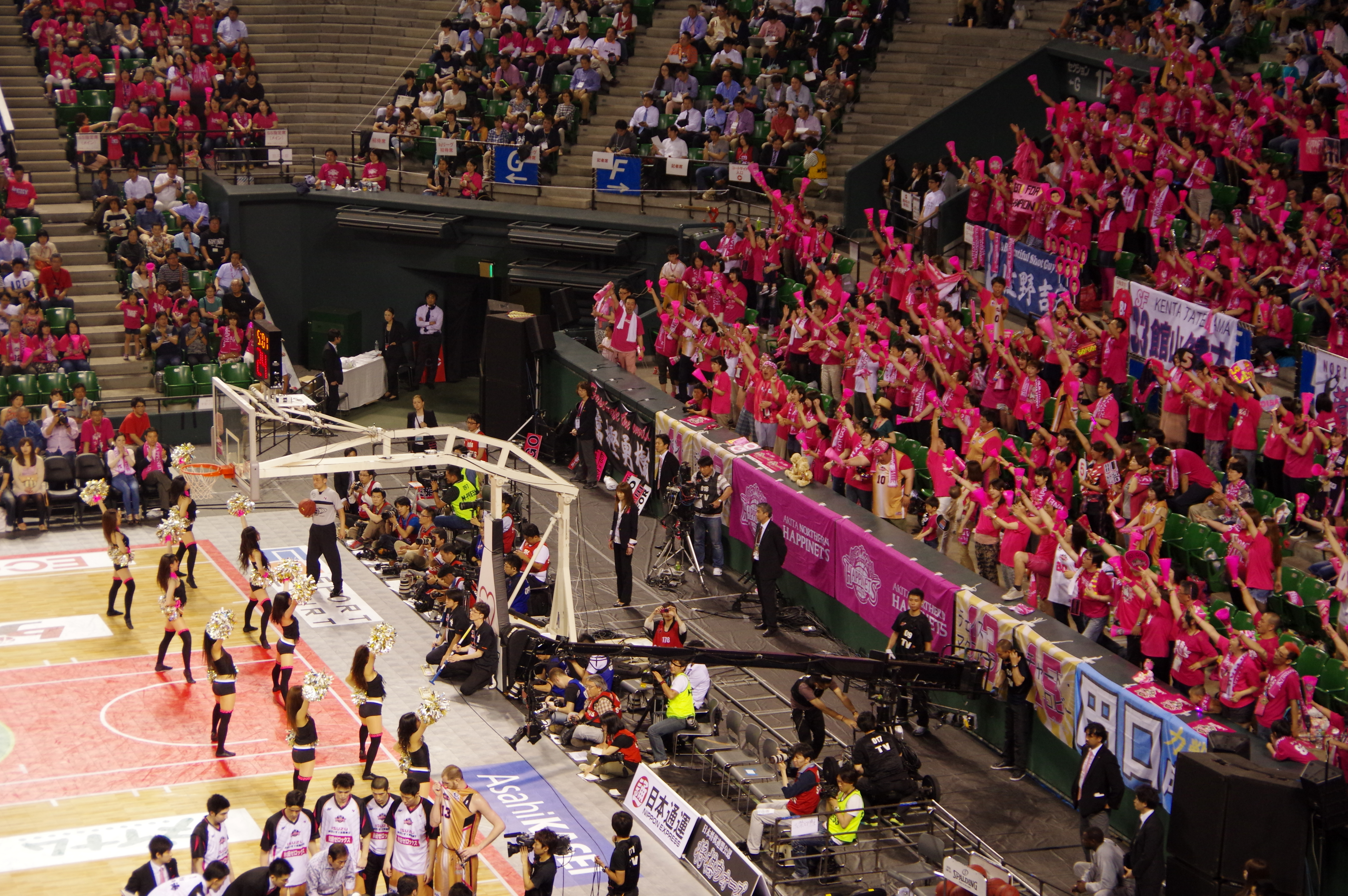
有明コロシアムに集結したクレイジーピンク

2010-11シーズンから2013-14シーズンまでは「いなほゴールド」を基調としたユニホームであったが、2014-15シーズンより「ハピネッツピンク」に改められた。

### ユニフォームスポンサー（2024-25シーズン）
- 前面：ソユー（左肩）、TDK（中央）
- 背面：JA全農あきた（背番号下部、「あきたこまち」明記）
- パンツ：秋田魁新報（右前腰部）、コスモ工機（右前太もも上）、秋田銀行（右前太もも下）、能代電設工業（左前上）、菅与グループ（左前下）、秋田市（右後ろ、「竿燈」明記）、秋田県（左後ろ上、「あきたびじん」明記）、DOWAホールディングス（左後ろ下）

### 練習着等
- 秋田ゼロックス、秋田いすゞ自動車、秋田プライウッド、たけや製パン、日本工学院、桃豚ポークランドグループ、城東・ふただ・たかのす歯科

### ユニフォームサプライヤー

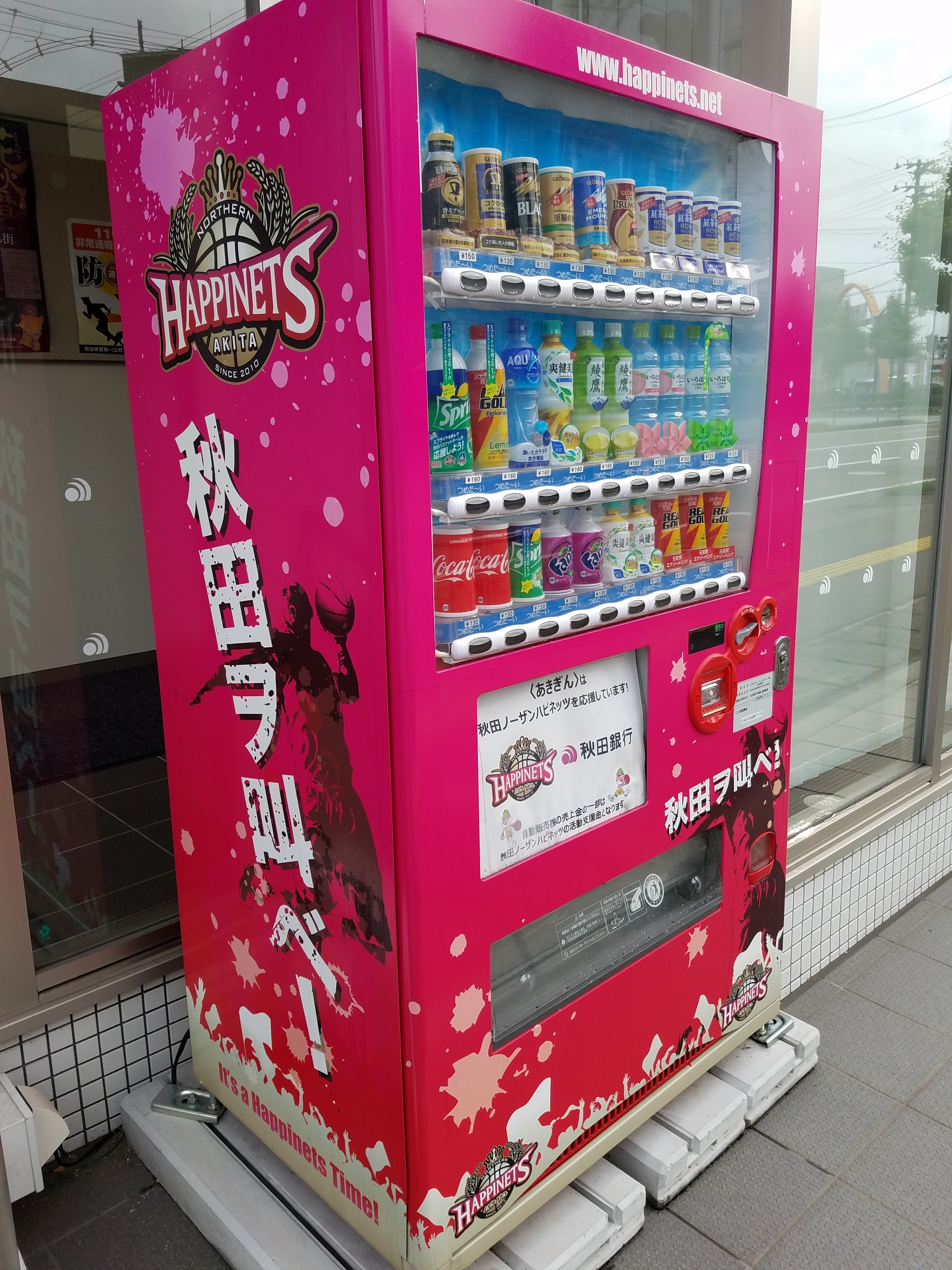
ハピネッツ自販機

1. 2010年 - 2012年 : GANBAX
2. 2012年 - 2014年 : ブル・ファイト
3. 2014年 - 2016年 : ミズノ
4. 2016年[12] - 2020年 : ドーム（アンダーアーマー）
5. 2020年[13] - 2023年 : FILA
6. 2023年[14] - 2025年 : シード
7. 2025年[15] - 現在 : FILA

### 歴代ユニフォーム
| HOME      | HOME      | HOME      | HOME      | HOME      |
| --------- | --------- | --------- | --------- | --------- |
| 2016 - 19 | 2019 - 20 | 2020 - 21 | 2021 - 22 | 2022 - 23 |
| 2023 - 24 | 2024 - 25 | 2025 - 26 |           |           |
|           |           |           |           |           |

| AWAY      | AWAY      | AWAY      | AWAY      | AWAY      |
| --------- | --------- | --------- | --------- | --------- |
| 2016 - 19 | 2019 - 20 | 2020 - 21 | 2021 - 22 | 2022 - 23 |
| 2023 - 24 | 2024 - 25 | 2025 - 26 |           |           |
|           |           |           |           |           |

| Other                       | Other                       | Other                       | Other                       | Other                       |
| --------------------------- | --------------------------- | --------------------------- | --------------------------- | --------------------------- |
| 2019 - 20 FANS ユニフォーム | 2020 - 21 FANS ユニフォーム | 2021 - 22 FANS ユニフォーム | 2022 - 23 FANS ユニフォーム | 2023 - 24 FANS ユニフォーム |
| 2024 - 25 3rd 15周年記念    |                             |                             |                             |                             |
|                             |                             |                             |                             |                             |

### ホームゲーム
2016-17シーズンより、CNAアリーナ★あきたをホームアリーナとする。同アリーナで約八割開催。

#### B.LEAGUE

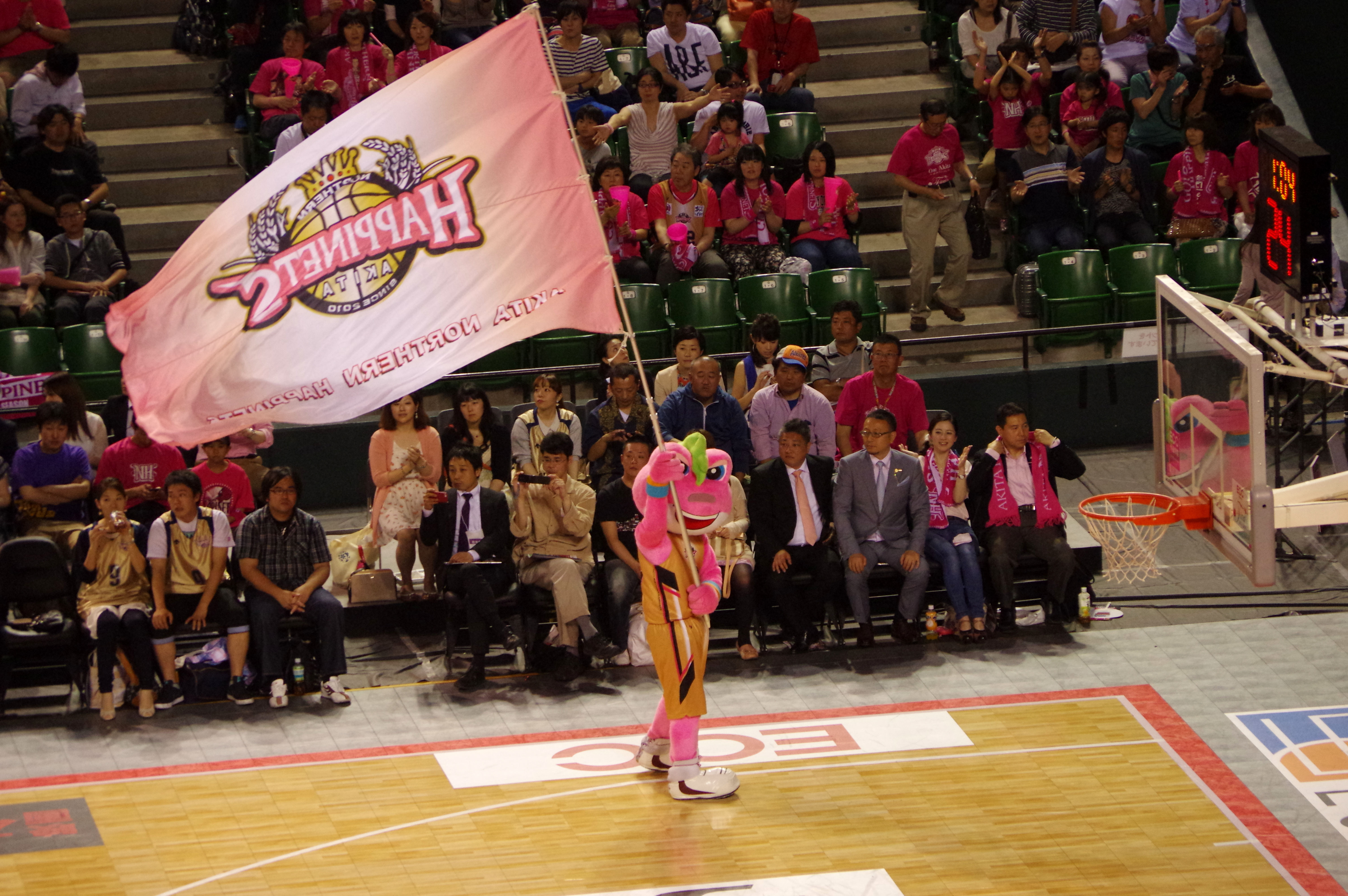
ビッキー

| ホームアリーナ                       | 16-17 | 17-18 | 18-19 | 19-20  | 20-21  | 21-22  | 22-23 | 23-24 |
| ------------------------------------ | ----- | ----- | ----- | ------ | ------ | ------ | ----- | ----- |
| 秋田市立体育館（CNAアリーナ★あきた） | 24    | 24    | 20    | 14     | 24     | 22(24) | 28    | 28    |
| 秋田県立体育館                       | 2     | 2     | 4     | 4(10)  | -      | -      | -     | -     |
| 由利本荘アリーナ（ナイスアリーナ）   | -     | -     | 2     | 0(2)   | 1(2)   | 2      | 2     | 2     |
| 能代市総合体育館                     | 2     | 2     | 2     | 2      | 2      | 2      | -     | -     |
| 大館市樹海体育館（タクミアリーナ）   | 2     | 2     | 2     | 0(2)   | 2      | 0(2)   | -     | -     |
| ホーム試合数計                       | 30    | 30    | 30    | 20(30) | 29(30) | 26(30) | 30    | 30    |

括弧内は開催予定だった試合数

#### 過去の会場
- 由利本荘市総合体育館
- 湯沢市総合体育館
- 横手市増田体育館
- 三種町琴丘総合体育館
- 男鹿市総合体育館

### 新アリーナ構想
長らく、2024年での開場を目処とする、新アリーナ構想を進めていた。その後、2024年2月5日、秋田県と2026年のB.LEAGUE再編に伴う、Bプレミア参入に向けた連携協定を締結。そこで、新たなホームアリーナとして、「新県立体育館」の整備計画が発表された。6,000人以上が収容できるアリーナとなっており、整備費は200億円程度。国の交付金などを活用しながら、100億円以内に抑えていく。2028年秋の完成に向け、2025年度での着工を予定している。

### マスコット
- Bicky（ビッキー）[20][1]

2010年9月、チームカラーであるピンク色のカエルをモチーフとした、マスコットキャラクターが決められた。チームロゴの稲穂から、水田にいるカエルを連想したもので、一般公募の中から秋田市内の小学生のアイデアが採用され、デザイナーの今野仁が仕上げを担当した。「天井直撃ダンクシュート」が得意技と設定されており、試合中のハーフタイム等で実際にトランポリンを用いたダンクシュートを行う。2011-2012シーズンのオールスターゲームでもダンクシュートを披露した。

### 秋田県民歌
ホームゲームの試合開始前に選手・観客で秋田県民歌を斉唱することが恒例となっている。

## 歴史
秋田県は高校バスケ全国タイトル最多を誇る能代工業高校(すでに統合により閉校)を抱え、かつての強豪いすゞ自動車も当初秋田を本拠地としていたなどバスケ熱が非常に高い地域として知られる。そんな中、2007年に湯沢など県南を中心として「秋田プロバスケットボールチーム 設立検討委員会」を発足してbjリーグ参入を目指したが頓挫。その後、2008年6月19日に「秋田プロバスケットボールチームをつくる会」が発足。改めてbjリーグ参入を目指した。同年、県内初のプレシーズンマッチとして仙台対新潟戦を開催した。この時の仙台には高橋憲一、新潟には長谷川誠と、それぞれ秋田出身の選手が所属している。
2009年1月30日、運営母体となる「秋田プロバスケットボールクラブ株式会社」が設立され、5月26日に新規参入が決定。9月23日、2度目のプレシーズンマッチとして仙台対浜松戦を開催（当時浜松の中村和雄HCも秋田出身）。この場でチーム名「秋田ノーザンハピネッツ」も発表された。2010年4月29日、インターネット投票により3種類のロゴマークから、稲穂をあしらったものがチームロゴに決定した。

### bjリーグ

#### 2010-11シーズン
GMに元ゼクセルの選手であった秋田県出身の大場清悦が就任。
2010年6月、新潟からFA宣言していた長谷川を選手兼監督として獲得。実質的な指揮官として前滋賀HCのロバート・ピアスが初代HCに就任した。
エクスパンション・ドラフトでは水町亮介、新人ドラフトでは能代工業高校出身の信平優希、育成ドラフトでは盛岡南高校を卒業し富士大学在学中であった澤口誠を獲得。またチームトライアウトで菊地勇樹を、高松からの金銭トレードで庄司和広を獲得した。外国籍選手ではアントニオ・バークスとセック・ヘンリー、アンソニー・コールマン、ポール・ビュートラック と契約を結び、開幕を迎えた。
開幕戦は仙台を秋田県立体育館に迎えて東北ダービーが行われたが、連敗スタートとなる。初勝利は4戦目、アウェイの新潟戦。その後は前年王者の浜松にアウェイで善戦することもあったが、連勝をすることができず負けが込み、前半戦は7チーム中6位。この間、ドクン・アキングバデを補強し、また2011年に入ると、いずれも練習生だったジョン・セヨン、村上大、伊計郁也と契約。同年2月には怪我のためコールマンとの契約を解除し、ウィル・グレイヴスを補強した。
3月に発生した東日本大震災の影響で東地区の仙台、埼玉、東京Aの3チームが活動を休止したことを受けて、秋田は東地区6位であったが、繰り上がりで参入1年目での初のプレイオフ進出が決定した。また、埼玉から選手救済制度レンタル移籍で北向由樹を補強した。プレイオフでは東地区2位の新潟と対戦したが、初戦は75-72、第2戦は84-76と連敗し、参入初年度を終えた。シーズン終了後ピアスHCは契約満了で退任、後任には前浜松HCの中村が就任することが決定した。

#### 2011-12シーズン
澤口が岩手に移籍し、浜松から佐野吉宗を獲得する。外国人選手は総入れ替えとなる。マイケル・ガーデナー（元・高松）、ケイシー・クロフォード、ブランドン・ウォレス、デヴィン・スウィートニー、スタンリー・オシッティ（元・浜松、浜松時代の登録名は「オシティ」）と契約基本合意するが、スウィートニーは正式契約とはならず、中村HCが評価したクロフォードも練習中に骨折、シーズン前に契約を解除した。スウィートニーに代えてケニー・テイラーを獲得し、開幕を迎えた。シーズン初戦の大分戦では第1戦で大勝したものの、翌日の第2戦では大敗、高さ対策のため10月19日にE・J・ドレイトンを獲得した。その後は好調に連勝を続けたが、11月6日の千葉戦で敗れ、連勝は5でストップ。高さに劣るハピネッツはインサイドの攻撃力を強化するため11月7日にリッキー・ウッズ（元・大分）を獲得、その煽りを受けてテイラーが契約解除となった。11月14日には負傷の経過が思わしくなかったウォレスとの契約を解除し、カーティス・テリーを獲得した。また、11月18日に練習生の石井秀生（元・浜松）と、さらに24日には同じく練習生の吉元悠と選手契約を行った。
中村HCをして「マイケルのチーム」と言わしめた今季のハピネッツであったが、要所での自己中心的なプレーが改まらなかったガーデナーが12月11日の宮崎戦で肋骨を骨折、12月19日に契約解除となった。チームは12月22日にガーデナーに代わるPGとしてマイカル・キアースを獲得する。
前半戦から好調を維持し首位を走っていたが、12月24日の京都戦で敗れ、浜松に勝率で並ばれた。さらに、この時点での浜松との直接対決は0勝2敗と秋田が下回っていたため、秋田は東地区首位の座を浜松に明け渡した。このシーズンの首位陥落はこれが初である。12月25日の試合も京都に敗れ、新潟と代わり3位に転落した。年明けの富山戦では連勝し再び首位となり、二週目に行われたオールスターには庄司が出場した。1月15日、テリーが不祥事を起こし選手契約を解除される。2月に入るとオシッティがチーム戦略に合わないと言うことで契約解除となり、代わってライオネル・グリーン、カイル・スワンストンを獲得、さらに改定新人選手契約制度で田口成浩と契約した。外国人選手が開幕時とは全く異なり高さの無いチームとなってしまう。後半戦は苦戦し、年明けは15勝15敗と五分の成績となる。全日程消化時点で東地区4位以上を確定、プレイオフ、イースタンカンファレンスファーストラウンド進出を決定、4月28日に新潟が埼玉に敗れたことで東地区3位でレギュラーシーズンを終えた。
プレイオフファーストラウンドでは東地区6位の仙台と対戦、1戦目を落としたものの2戦目、最終決定戦に勝利し、カンファレンスセミファイナルに進出。セミファイナルではレギュラーシーズンで4戦全敗している東地区2位の横浜と対戦、1戦目は大敗したが2戦目に勝利、最終決定戦で15-18で敗戦、2年目のシーズンを終えた。

#### 2012-13シーズン
信平、石井が埼玉に移籍、吉元は契約解除となる一方、富山から加藤真、浜松から山口祐希を獲得、またドラフトで澤地サミュエル・ジュニアを獲得した。外国人選手は今季も総入れ替えとなり、前大分のT・J・カミングス、bj未経験のディオン・ハリス、ジョーダン・デマーシー、アンソニー・ケントを獲得した。9月に行われたプレシーズンゲームでは、韓国KBLの原州東部、琉球にいずれも2敗。しかし、東北地方を拠点とするチームに東京CRを加えた4チームで行った東北カップで仙台、岩手に勝ってカップを制した。シーズン開幕後は6連勝し序盤は好調だったものの、攻撃力に課題を有し次第に苦戦するようになる。12月に入りカミングス、デマーシーとの契約を解除、前仙台のダン・フィッツジェラルドとbj未経験のアンソニー・メイソン・ジュニア（元NBAプレーヤー、アンソニー・メイソンの息子）と契約合意、フィッツジェラルドは12月8日の横浜戦でデビューしたが、メイソンはメディカルチェックの結果契約が成立しなかった。12月19日には前宮崎のマーシャル・ブラウンとの契約合意が発表され、ブラウンは22日の埼玉戦でデビューした。埼玉戦は連勝し、東地区4位で年内を終える。12月26日、新人選手契約制度で富樫勇樹との契約合意を発表。
年明けはアウェイの東京戦で1勝1敗、横浜戦で2敗を喫する。1月17日に新人選手契約制度で館山健太との契約合意を発表。1月18日に行われたオールスターでは田口が初出場した。2月15日、期待されたパフォーマンスを発揮することのなかったフィッツジェラルドが契約解除となり、マイク・アンダーソンが加入した。その後も戦績は低迷したが、3月17日の京都戦でブラウンが左肩を脱臼、3月22日の宮崎戦でケントが右足腓骨を骨折し、チームの状態は危機的状況となる。4月2日、長谷川が今シーズン限りでの現役引退の記者会見を行う。4月14日、新潟戦に勝利し東地区6位以内を確定、プレイオフ進出を決定した。
プレイオフファーストラウンドでは東地区4位の岩手と対戦、1戦目を落としたものの2戦目では残り6秒で逆転勝利し、最終決定戦でもブラウンが延長残り2秒で3Pフリースローを全て決めて逆転勝利、カンファレンスセミファイナルに進出。セミファイナルでは東地区首位の新潟と対戦したが、初戦は後半に失速して敗戦、2戦目も第2Q以降はインサイドを支配され大差で敗北、3年目のシーズンを終えた。

#### 2013-14シーズン
長谷川、庄司、菊地、加藤 が引退、山口は青森に移籍、澤地は退団 となる一方で、前宮崎の大塚裕土、前群馬の菅澤紀行を獲得、また練習生であった小林祐太と契約した。外国人選手はルーベン・ボイキン、エルハジ・ワドゥ、前横浜のチェイス・マクファーランド、同じく前横浜のドゥレイロン・バーンズを獲得したが、バーンズは来日前の練習中に眼窩を骨折したことが来日後の診断で明らかになり、契約締結には至らなかった。9月12日にバーンズに代わる外国人選手としてリチャード・ロビーの獲得が発表された。
プレシーズンゲームは横浜に2戦2勝、東北カップで青森、岩手に勝利し、その後新潟と引き分け無敗のままシーズンに入る。昨年と比べてインサイドが強化されたことが奏功し開幕から連勝を重ね、10月26日の長野戦で勝利して球団初の7連勝を達成する。その後も連勝は続き、11月10日の仙台戦で勝利、12連勝を達成した。

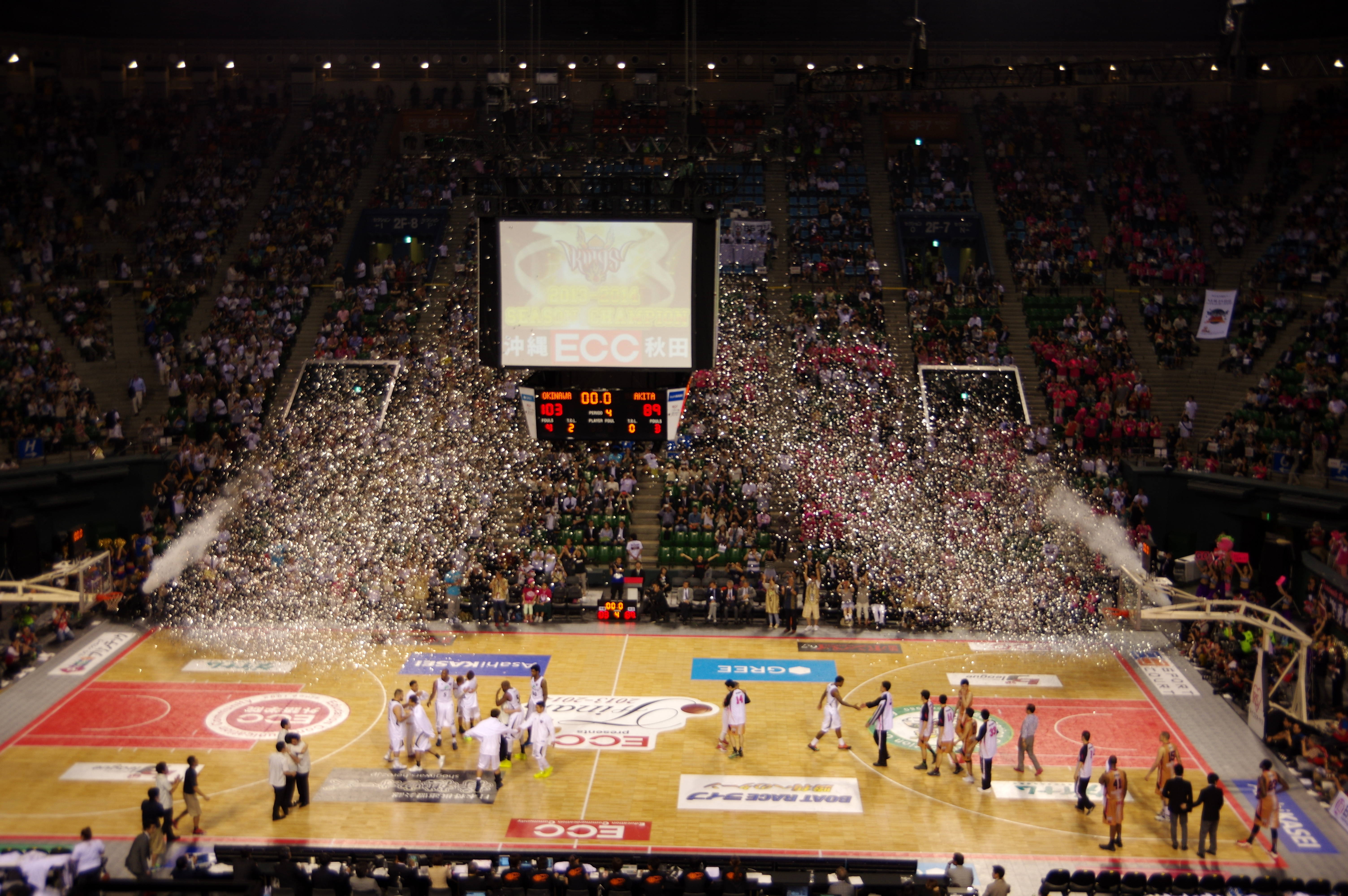
89-103で琉球に敗北

新潟戦を終え、男鹿での群馬戦を目前に控えた11月28日にワドゥとの選手契約を解除。残りのシーズンは練習生としてチームに帯同することとなった。同日、代わりの選手としてbj初挑戦のシルベスター・セイとの契約締結が発表された。その後も好調に勝ち星を重ね、連敗は富山、横浜戦の2連敗のみ、オールスター前までに26勝4敗と首位を維持する。秋田市立体育館で開催されたオールスターゲームでは、EASTのHCは中村でスターティングメンバーの4人が秋田の選手となり、98-91でEASTが勝利、富樫がMVPを獲得するという結果となった。
オールスター後は2月2日の高松戦で連勝し公式戦通算100勝目を達成した。2月6日、セイとの契約を解除し 前浜松のディショーン・スティーブンスを獲得する。直後の信州戦で1勝1敗となり続く富山戦で連敗、次の青森戦も初戦に敗れ今季初の4連敗となる。2位の富山とは1ゲーム差のままシーズンが進むが、3月30日の仙台戦に敗北、富山と勝敗数が並んだが、直接対決で負け越したため首位から転落、2位となった。4月3日、中村HCが今季限りで退任との報道が流れる。報道直後の岩手戦で連敗、岩手と負け数が並ぶ。その後の東京A戦、横浜戦は連勝したものの岩手と勝敗数が並び、直接対決で負け越したためレギュラーシーズンを3位で終了した。
プレイオフファーストラウンドでは東地区6位の青森と対戦、連勝でカンファレンスセミファイナルに進出。セミファイナルでは東地区2位の岩手と対戦。アウェイ・岩手県営体育館での開催でありながら観客の半数以上が秋田ブースターという中、連勝して初の有明行きを決定した。カンファレンスファイナルでは東地区首位の富山と対戦、シーズンでは1勝3敗という対戦成績であったが、109-94で勝利しファイナル進出。ファイナルは西地区優勝の琉球と対戦するが89-103で敗れ、準優勝となった。

#### 2014-15シーズン
中村HCが退任、富樫はNBA挑戦、佐野、小林が契約解除となる一方、ドラフトで前和歌山の中島良史を獲得する。また福岡からFA宣言していた竹野明倫を獲得した。HCにはテクニカルディレクターであった長谷川誠が就任する。8月には前東京Aの内村祥也を練習生として受け入れ、9月に選手契約が成立した。外国人選手はリチャード・ロビー とルーベン・ボイキン が昨年に引き続いて契約成立し、また、新たにタイラン・ウォーカー、ジャリッド・フェイマス と契約合意した。9月に行われたプレシーズンゲームでは富山に2戦2敗、琉球にも敗れ、東北カップでは初日岩手に敗戦、2日目の青森戦にも敗北、NBLの栃木戦でも敗戦と、新チームとなってからなかなか結果を出せず、加えて家族の事情でチームを離脱したフェイマスとの契約が9月28日に未締結となったが、昨季途中に加入したディショーン・スティーブンス が開幕前に復帰した。
開幕戦のアウェイ新潟戦ではスティーブンス、竹野が欠場となったものの49対57で勝ち、新チームとなって初勝利を挙げたが、翌日は敗戦。ホーム開幕の仙台戦でも敗戦し2連敗となったが、その後は11連勝を記録した。ホームで琉球に連敗 した後再び連勝し、チームタイの12連勝を記録。この間に岩手を勝ち数で抜いて首位に立つ。12月は田口が月間MVPを受賞した。1月に入ってインサイド強化のためウォーカーとの契約を解除、トラヴォン・ブライアントが加入した。その後は岩手と同率で首位を走るものの、2月28日の信州戦に敗れ首位を陥落する。またこの試合で竹野が左膝前十字靱帯を断裂し、シーズン中の復帰が不可能となる。3月14、15日の東京戦は竹野、ブライアントを欠く中連勝し、一方で首位の岩手が富山に連敗したため首位に返り咲いたが、翌週富山に連敗、再び首位陥落する。4月18、19日に岩手と直接対決し1勝1敗となる。最終節の埼玉戦に連勝した一方で岩手は新潟戦を1勝1敗で終え、勝敗数が並んだが得失点差の結果結果首位でシーズンを終えた。
プレイオフファーストラウンドでは東地区8位の群馬と対戦、連勝でカンファレンスセミファイナルに進出。セミファイナルでは東地区4位の新潟と対戦、初戦を落としたものの2戦目に勝利、決定戦は残り3秒、1点ビハインドでボイキンのシュートのリバウンドを拾った田口がシュートを決めて逆転勝利、2年連続の有明行きを決定した。カンファレンスファイナルでは東地区2位の岩手と対戦、前半を同点で終えたが後半突き放し、84-68で勝利しファイナル進出。ファイナルは西地区優勝の浜松と対戦、第4Qの終了間際までリードしていたものの69-71で逆転負けし、2年連続の準優勝となった。

#### 2015-16シーズン
中島との契約が満了し、青森に移籍する。それ以外の日本人選手は引き続いて契約、新加入選手は青森から高橋憲一、サウスイースタンオクラホマ州立大学から谷口大智が加入した。外国人選手はロビーが前年に引き続いて契約、アイシンからスコット・モリソンが加入する。スタッフでは元安陽一ACが大阪に移籍、元高松HCの前田顕蔵がACとして加入した。開幕前のプレシーズンゲームでは千葉に2戦2敗し、トヨタ自動車にも敗戦する。9月16日に3人目の外国人選手としてレイ・ターナーとの契約基本合意が発表された。9月19日～21日に五所川原市で行われた東北カップでは、2回戦で福島に敗れ、3位決定戦で仙台に勝利。この勝利が新チームでの初勝利となった。9月23日には主力を欠くアイシンと対戦し、79-62で勝利した。
開幕のホーム埼玉戦は連勝するが、アウェイの群馬戦は1勝1敗、第3節の仙台戦は連敗する。その後は連勝して敗戦というパターンが続き、2015年を2位で終えた。年明けのアウェイ富山戦で連敗、3位に後退する。オールスター後も連勝して敗戦のパターンとなり、2月26日、27日の東京戦に連勝して首位に立つが、翌週の長野戦は1勝1敗で首位陥落、3月12日、13日のアウェイ新潟戦は連敗を喫した。翌週のホーム第11節は岩手と1勝1敗で星を分ける。その後連勝し、4月9日、10日の横浜戦に連勝しプレイオフ ホーム開催を決定した。ホーム最終戦となった青森戦で敗戦、翌週の仙台戦も敗戦するが、シーズン最終戦は勝利し、35勝17敗の東地区3位でレギュラーシーズンを終えた。
プレイオフファーストラウンドでは東地区8位の福島と対戦、連勝でカンファレンスセミファイナルに進出。セミファイナルでは東地区2位の仙台と対戦、連勝で3年連続の有明行きを決定した。カンファレンスファイナルでは東地区1位の富山と対戦、第1Qこそリードしたものの第2Qに逆転を許し、その後は終始追いかける展開となり結局99-84で敗北、ファイナルを逃した。3位決定戦は西地区レギュラーシーズン1位の京都と対戦、序盤から大量リードし、122-74の大差で勝利、bjリーグ最終年度を総合3位で終えた。

### B.LEAGUE

#### 2016-17シーズン（B1 東地区）
大塚が渋谷、竹野が西宮、館山が青森に移籍し、内村が引退した。外国籍選手はリチャード・ロビーが三遠に移籍する。加入選手は白濱僚祐が三河から、安藤誓哉が栃木から、藤江建典が岩手から加入。外国籍選手はディショーン・スティーブンスが2年ぶりに復帰、ケビン・パルマーがイスラエルのマッカビ・リション・レジオンから加入し、スコット・モリソンが継続加入した。
プレシーズンゲームは山形、三河にそれぞれ勝利し、9月9日から11日まで行われた東北カップでは準決勝で山形に勝利、決勝では仙台に勝利し3年ぶりに優勝した。
シーズン開幕はアウェイで栃木と対戦、83-68で勝利しBリーグでの初勝利を飾ったもののその後6連敗、ホームで千葉に勝利した後5連敗と東地区最下位に低迷する。1月13日に新人選手契約制度で中山拓哉との契約合意を発表。その後、チームにフィットしなかったパルマーとの契約を解除し、前琉球のイバン・ラベネルが加入する。ラベネル加入直後の北海道戦は80-58と勝利したが、その後も5連敗する。2月17日には保岡龍斗と特別指定選手契約を結ぶ。
2月28日、スティーブンスとの契約を解除、レオ・ライオンズが加入した。3月は3勝4敗、4月は4勝6敗、5月は0勝3敗という結果で結局18勝42敗、総合16位となり残留プレーオフ出場確定、17位の横浜と残留をかけて1回戦をホームで戦うことになった。
残留プレーオフは第1戦を75-78で落とし、第2戦を65-64で勝利する。特別ルールの第3戦では第1Qを12-5と大きくリードしたが、第2Qで追い上げられ、2点リードの残り1秒で横浜の川村卓也に3Pを決められ逆転負けし、B2に降格が決定した。長谷川HCは降格の責任を取って辞任した。

#### 2017-18シーズン（B2 東地区）
新HCとして元メキシコ代表監督のジョゼップ・クラロスが就任する。選手は藤江、菅澤が岩手に移籍、高橋が引退、安藤がA東京へレンタル移籍となる。スタッフではジョー・クックACが山形のエグゼクティブコーチとなった。日本人の加入選手は高畠佳介が島根から、徳永林太郎が香川から、小野寺祥太が岩手から、佐藤浩貴が茨城から加入した。
外国人選手はレオ・ライオンズとの継続契約を早々に結び、ラベネルとは契約満了、モリソンは三遠に移籍した。新外国人はカディーム・コールビー、ナイジェル・スパイクスとの契約が成立し、ラインナップが確定したと思われたが、ライオンズが7月31日に引退を表明、契約が解除となり、トアーリン・フィッツパトリックとの契約合意が発表された。
9月に行われた東北アーリーカップでは準決勝で岩手に勝利、決勝は山形に勝利し、第1回大会の勝者となった。
開幕戦は熊本と対戦、2連勝を飾る。その後勝ち星を重ね12連勝を記録する。11月5日の福島戦で今シーズン初の敗戦を喫したが、その後も勝利を続ける。11月末に天皇杯で富山と対戦、85-83で勝利し、翌日川崎と対戦、67-84で敗戦、チーム初の天皇杯は3次ラウンド敗退となった。レギュラーシーズン後半に入り佐藤が左アキレス腱断裂のため12月22日にインジュアリーリスト入りする。また、トアーリン・フィッツパトリックとの契約を解除し、船山裕士とクリス・カヨールが加入した。12月27日には特別指定選手として保岡龍斗が加入した。
チームは12月24日の福島戦で敗戦後再び連勝を重ね、4月1日に福岡に敗れるまで22連勝を記録した。2月6日、大塚勇人が西宮より期限付移籍で加入する。3月25日、群馬戦でB2東地区優勝が決定した。4月15日、熊本戦で徳永林太郎が左膝前十字靭帯を断裂する。5月6日に信州戦で勝利し54勝6敗でレギュラーシーズンを終えた。
プレーオフはワイルドカード1位の熊本と対戦。レギュラーシーズンでは4戦全勝であったものの、初戦は第1Qからリードを許し、前半を終えた時点で14点差を付けられる。第3Qから反撃し第4Qでようやく逆転、85-81で辛くも勝利した。第2戦は4909人の観客を集めクラブ史上最多を記録した。試合は序盤から大差を付け99-65で勝利、決勝へ進出すると共に1年でのB1復帰を決定した。決勝は福岡と対戦、1戦目は83-69で勝利し、2戦目は73-82で敗北、優勝決定は第3戦にもつれ込んだ。第3戦は前半を1点リードしたが後半で逆転され敗北、B2準優勝に終わった。

#### 2018-19シーズン（B1 東地区）
ヘッドコーチにクラロスが留任。選手はチーム創設から在籍した水町が現役引退しスクールコーチに就任した。A東京にレンタル移籍していた安藤が完全移籍する。また、西宮からレンタル移籍していた大塚、佐藤が西宮に復帰した。その他は田口が千葉、高畠が愛媛、船山が青森、ナイジェル・スパイクスが東京Z、クリス・カヨールがサントス・サン・ルイスに移籍した。徳永は退団となったが、秋田で療養。成田正弘がFE名古屋、俊野達彦、ニカ・ウィリアムスが愛媛、下山貴裕、下山大地が青森、野本建吾が川崎、ジャスティン・キーナンがクラブ・サン・マルティン・デ・コリエンテスから加入した。
東北アーリーカップは2位、昌原戦2連敗で開幕を迎えた。
開幕戦は琉球と対戦するが連敗、続く新潟戦も連敗を喫し、シーズン初勝利は10月17日の渋谷戦となった。続いて同じ昇格組となった福岡に連勝したが、その後再び敗戦が続き6連敗、11月10日の名古屋戦で4勝目を挙げる。翌日の名古屋、続く新潟に連敗した後、新潟2戦目と三河、京都に勝利し4連勝を挙げる。11月30日、チームの戦術にフィットしなかったキャプテンの俊野が仙台へレンタル移籍となる。これに従い谷口とコールビー兄がキャプテンを務めることとなる。12月21日、コールビーの弟ドワイトが加入する。同日ニカ・ウィリアムスが福島に期限付き移籍した。京都2戦目に敗戦した後渋谷、北海道に勝利するが北海道2戦目から5連敗、2018年の最終戦となった三遠2戦目に勝利し、11勝18敗で年内を終えた。年明けは川崎、A東京に連敗し、北海道、横浜に勝利、1月は2勝5敗となる。2月は渋谷と三河にそれぞれ連敗、この頃になると残留プレーオフへの出場が危惧されるようになる。2月26日、福島に移籍していたウィリアムスが復帰した。
3月に入り16日のA東京戦からチーム初の11連敗を喫し、滋賀と入れ替わって残留プレーオフ出場圏内の15位となるが、福岡がB1ライセンスを取得できずプレーオフは16位と17位の対戦となったため、4月13日の北海道戦で連敗を止めて順位を確定、B1残留も決定した。続く2戦目も勝利するが最終節の栃木戦で連敗、17勝43敗、総合15位でシーズンを終えた。シーズン終了後、クラロスHCは家庭の事情で退団することとなった。

#### 2019-20シーズン（B1 東地区）
クラロスHCの退任により、新HCとしてACの前田顕蔵が昇格した。選手は俊野が愛媛、下山が青森、小野寺が琉球、谷口が広島、下山が岩手へ移籍し、成田は現役引退した。また、横浜から細谷将司、琉球から古川孝敏、SR渋谷から伊藤駿が移籍、明治大学を卒業した今川友哲が新加入した。外国籍選手はジャスティン・キーナン、カディーム・コールビーが残留し、アルゼンチンのチームからハビエル・カーターが加入した。また、ウィリアムス・ニカの帰化が認められた。東北アーリーカップは優勝し、プレシーズンゲームは仙台に88-67、富山に95-75で勝利し開幕を迎えた。
開幕の大阪戦は1勝1敗、第2節の横浜戦は初戦で敗北、第2戦は台風のため中止となった。第3節のA東京戦に勝利、第4節の琉球戦は1勝1敗、第5節の千葉戦で敗戦、第6節の滋賀戦は連勝して10月を終えた。第7節の北海道戦は1勝1敗、第8節の京都戦で連勝する。京都との第1戦はB1初の100点ゲームとなった。第9節の島根戦は1勝1敗、11月を終えて9勝6敗、地区4位に付ける。12月に入っての第10節はA東京に1勝1敗、第11節は宇都宮に敗戦、第12節の名古屋D戦は前田HCがインフルエンザに感染して欠場したが1勝1敗、第13節の富山戦も1勝1敗、第14節のA東京戦は敗戦、第15節の宇都宮戦は連敗して2019年を終える。この時点で12勝13敗、地区5位となる。
年明けの第16節三河戦は連敗、第17節千葉戦も敗北し7連敗となる。1月20日、特別指定選手として多田武史が加入する。第18節宇都宮戦に勝利して連敗脱出、第19節新潟戦は1勝1敗、第20節北海道戦に勝利して1月を終える。1月31日、特別指定選手として西野曜が加入する。2月に入って第21節京都戦で連敗、第22節大阪戦は1勝1敗となる。2月7日、特別指定選手として大浦颯太が加入する。2月20日、今川友哲がライジングゼファーフクオカに期限付き移籍。大阪戦後、第2節の延期された横浜戦で勝利し、第23節の琉球戦は1勝1敗、2月を終えた。この時点で18勝21敗となる。3月に入って渋谷戦がBリーグ初の無観客試合として行われ、1勝1敗となった。リーグはこのまま3月27日に残り試合の中止を発表、シーズン終了となった。ハピネッツは19勝22敗、東地区5位でシーズンを終えた。

#### 2020-21シーズン（B1 東地区）
白濱、ウィリアムスが島根、キーナンが群馬、西野が渋谷、期限付き移籍していた今川が滋賀に移籍した。新加入はアレックス・デイビスがギリシャのイラクリスBCから移籍することとなったが、新型コロナウィルス流行に伴う入国制限のため、入国および登録が遅れたため、外国籍選手追加契約ルールを利用して山形からマイク・ベルを獲得した。ベルは新潟とのプレシーズンゲーム後、9月10日に家庭の事情で退団する。同日、岩手からエリック・ニッセンが期限付き移籍する。プレシーズンゲームは新潟との2試合に勝利し、宇都宮に敗戦、仙台に勝利した。
開幕節の信州戦は連勝、第2節の京都戦も連勝する。10月12日、ニッセンとの契約が満了した。第3節はホーム開幕の琉球戦、新加入のデイビスがデビューしたが連敗、第4節の北海道戦は104-79と大敗した。琉球戦でカーターが右手を負傷する。第5節の横浜戦は連勝し、続く渋谷戦は86-89で惜敗した。11月に入り練習で古川が負傷、第7節の大阪戦はカーターと古川を欠いたものの連勝した。第8節の宇都宮戦、第9節の千葉戦に敗れ三連敗となる。11月25日、野本の新型コロナ感染が発表されるが、30日に療養を終え第10節の新潟戦ではベンチ入りした。新潟戦はダブルオーバータイムの末102-110で敗戦する。第11節の広島戦は連勝したが、中山が鼻骨を骨折する。第9節の東京戦は中山の負傷に加えデイビスが体調不良で欠場したが、保岡の活躍により勝利した。第13節の島根戦は連勝、第14節の横浜戦は1勝1敗に終わる。第15節の三遠戦は連勝し、16勝9敗で2020年を終えた。
年明けの広島戦に連勝する。その後伊藤が練習で負傷し、第17節の川崎戦に欠場。試合は初戦に敗れたものの2戦目に勝利し、これが川崎に対しての初勝利となった。第18節の北海道戦は勝利、第19節の三河戦は1勝1敗となった。第20節の富山戦は連敗、第21節の渋谷戦は76-78と惜敗した。この渋谷戦でコールビーが両膝膝蓋骨を骨折し、戦線を離脱した。2月12日、特別指定選手として中央大学の渡部琉が加入した。第22節の名古屋D戦は1勝1敗に終わる。第24節の北海道戦も1勝1敗となる。3月3日、王偉嘉がアジア特別枠で加入する。試合は第25節の新潟戦も敗北、第26節の滋賀戦も1勝1敗に終わる。第27節の三遠戦は1勝1敗、第29節の渋谷戦は連敗した。特別指定選手の渡部は3月29日で活動期間が終了した。第30節の富山戦は77-91で敗北した。第32節の川崎戦は1勝1敗となる。第33節の富山戦は第3Qでジョシュア・スミスがファウルアウトし勝利を近づけたものの、試合はオーバータイムにもつれ込み101-108で敗北した。第34節の新潟戦は連勝、第35節の東京戦は連敗した。5月に入り第36節の宇都宮戦に連敗、最終戦となった第31節の代替試合、千葉戦は70-98で敗北。秋田は28勝31敗、東地区7位でシーズンを終えた。

#### 2021-22シーズン（B1 東地区）
細谷が三河、カーターが長崎、野本が群馬に移籍した。加入は川嶋勇人が三遠、ジョーダン・グリンが福岡、田口成浩が千葉J、コルトン・アイバーソンがNBLのニュージーランド・ブレイカーズから移籍した。スタッフは前田健滋朗ACが長崎に移籍し、ケビン・ブラスウェル、田中誠人がACとして加入した。
9月に行われたTOHOKU CUP 2021では準決勝から出場、仙台に67-62で勝利し、決勝は北海道と対戦して83-52で勝利、優勝を飾った。開幕戦はB2から昇格した茨城と対戦、連勝する。第2節はサンロッカーズ渋谷と対戦し1勝1敗、第3節の千葉J戦は連敗となった。第4節群馬戦は1勝1敗、第5節横浜戦は63-70で敗戦となった。10月30日には天皇杯3次ラウンドに出場、熊本に90-83で勝利した。翌31日には長崎ヴェルカと対戦し102-92で勝利する。11月1日には京都ハンナリーズと対戦、79-51で勝利し4次ラウンドに進出することとなった。
レギュラーシーズンが再開し第6節で信州と対戦、1勝1敗となる。第7節のA東京戦は73-88で敗戦、第8節北海道戦は連勝した。11月28日にはFIBA バスケットボールワールドカップ2023 アジア地区予選が行われ、古川が日本代表メンバーに選出、前田HCはACとして参加した。12月1日に天皇杯4次ラウンドで琉球と対戦、69-101で敗戦となる。12月4日、5日に第9節新潟戦が行われ連勝、翌週の第10節A東京戦も連勝する。第11節宇都宮戦は72-87で敗戦、第12節群馬戦は連勝した。第13節広島戦は1勝1敗、第14節渋谷戦は72-52で勝利し2021年を終える。年明けの第15節滋賀戦も92-67で勝利、週末の第16節富山戦は1勝1敗、第17節横浜戦も1勝1敗となった。第18節千葉J戦は69-85で敗戦、第19節琉球戦は前節に対戦した千葉Jの選手がコロナ陽性と判定され、秋田の選手も濃厚接触者と判定されたことにより中止となった。第20節茨城戦、第21節大阪戦も秋田の選手6名がコロナ陽性と判定されたため中止となった。第19節の琉球戦は2月19日、20日に延期されていたが、琉球の選手1名がコロナ陽性と判定されたため中止となった。
3月5日、6日に第22節新潟戦が能代市で行われ連勝、第23節横浜戦は77-55で勝利した。第24節A東京戦は69-79で敗戦、第25節川崎戦は連敗した。第26節宇都宮戦は75-69で勝利した。第27節北海道戦は連勝する。第29節渋谷戦は55-64で敗戦する。この試合でアイバーソンが左足を捻挫する。第30節川崎戦は1勝1敗となる。第1戦は大敗したが、第2戦は第4Qで大差を跳ね返し、残り数秒で中山がブザービーターを決めて劇的な逆転勝利を収めた。この時点でワイルドカード2位と、チーム初のチャンピオンシップ(CS)出場が視野に入ってくる。4月13日に延期となっていた琉球戦は、琉球の選手がコロナ濃厚接触者と判定されたため結局中止、消滅となった。週末に第31節三河戦が行われ連敗する。4月20日の第32節千葉戦も67-88で敗戦、週末の第33節宇都宮戦も連敗、4月27日の第34節茨城戦も78-84で敗戦し、CSは遠のいたが、最終ホームゲームの第35節京都戦で連勝、最終節の三遠戦で連勝し、CS出場を争っていた三河、渋谷が共に敗れたことでこの2チームを勝率で上回り、ワイルドカード2位でチーム初のCS出場が決定した。
CSでは西地区優勝の琉球と対戦、1戦目は60-74、2戦目は56-77で連敗し、2021-22シーズンを終えた。31勝23敗で勝率.574、東地区5位、総合8位であった。

#### 2022-23シーズン（B1 東地区）
日本人選手は全員残留するが、外国籍選手は総入れ替えとなった。2年契約であったデイビスは球団との双方合意で契約解除となり青森に移籍、昨シーズンはケガのため出場がなかったコールビー、センタープレイヤーとして活躍したもののケガでの欠場が多かったアイバーソン、そして高確率の3Pシュートで得点を量産したグリンのいずれも契約解除となり、グリンは古巣の福岡に移籍した。加入はケレム・カンターがポーランドのシロンスク・ヴロツワフから、アミダ・ブライマーがプエルトリコのメッツ・デ・グアイナボから、スタントン・キッドがロシアのロコモティフ・クバンから移籍したが、ブライマーは来日後に契約条項に違反する事項が発覚したため、8月29日に契約解除となった。スタッフは池端幹司ACがアルバルク東京に移籍した。8月26日、前田HCが家族の事情のためチームを離れることとなり、ブラスウェルACがヘッドコーチ代行となる。
8月31日、新チームの初戦となる福島とのプレシーズンゲームが行われる。外国籍のセンタープレーヤーを欠き、川嶋、伊藤、中山、長谷川が欠場した秋田は71-77で敗戦した。9月7日には大館で富山とのゲームが行われた。川嶋、中山、長谷川、多田が欠場し、77-80で敗戦する。9月9日、前東京Zのジョシュア・クロフォードとの短期契約が成立する。9月16日から19日にかけて第10回TOHOKU CUP 2022が秋田で開催された。秋田は16日に青森と対戦、78-74で勝利し、18日には岩手と対戦、83-69で勝利、決勝は19日に渋谷と対戦、95-75で勝利し前年に引き続いて優勝した。9月30日、クロフォードとの契約が満了し、クロフォードは新潟に移籍、前ハポエル・ホロンのスティーブ・ザックとの契約が合意した。
シーズン開幕は10月1日、2日のアウェー北海道戦、95-90、97-74と連勝でスタートした。第2節の渋谷戦は70-81、95-88と1勝1敗に終わる。第3節の島根戦は63-78、70-76と連敗し、第4節のホーム開幕、琉球戦も連敗に終わる。10月22日の琉球との第1戦でカンターが股関節を負傷、ここから長い休場となる。第5節の群馬戦は94-88で勝利した。10月28日、天皇杯3次ラウンドでFE名古屋と対戦、82-87で敗戦する。11月19日、シーズンが再開し第6節の三遠戦がホームで行われたが連敗する。第7節のアウェー信州戦は連勝する。11月30日のホームA東京戦は83-69で勝利し、これが今季ホーム初勝利となった。この試合は4,951人が来場しクラブ史上最多来場者数を達成した。第9節のアウェー千葉戦は連敗する。第10節のホーム川崎戦から前田HCがベンチ入りするが、この試合も連敗した。12月14日のアウェー宇都宮戦は71-53で勝利、第12節のアウェー新潟戦は連勝した。第13節、ホーム広島戦ではカンターが復帰したが連敗する。広島との第1戦で田口が前十字靱帯断裂、長期の欠場となる。第14節のホーム茨城戦も73-83で敗戦、年内最終戦となる第15節ホーム三河戦は長谷川がコロナ濃厚接触の疑いで欠場となるが、74-62、79-71と連勝した。
年明けの第16節、アウェー滋賀戦は伊藤がコロナ濃厚接触の疑いで欠場するが連勝、第17節のホーム千葉戦は63-74で敗戦する。第18節アウェー仙台戦は93-65で勝利、第19節ホーム大阪戦は1勝1敗に終わる。第20節アウェー富山戦は連勝し、第21節アウェーFE名古屋戦も連勝する。第22節のホーム仙台戦は1勝1敗に終わる。第23節ホーム群馬戦は66-88で敗戦。3月10日、特別指定選手として小栗瑛哉と契約する。第24節のアウェーA東京戦は52-83で敗戦。第25節ホーム横浜戦は1勝1敗となる。第26節ホーム宇都宮戦は63-73で敗戦、この試合で古川が右脚肉離れで長期の欠場となる。第27節のアウェー群馬戦は1勝1敗、第28節のホーム名古屋D戦は連敗する。第29節アウェー茨城戦は76-70で勝利、第30節のホームA東京戦は1勝1敗となる。第31節千葉戦は68-84で敗戦する。第32節アウェー京都戦は1勝1敗。第33節ホーム仙台戦は95-89で勝利、この試合から前田HCが指揮官として復帰した。第34節ホーム宇都宮戦は連敗した。第35節アウェー茨城戦も連敗。第36節、シーズン最終戦の北海道戦は連勝する。秋田は29勝31敗、東地区4位でシーズンを終えた。

#### 2023-24シーズン（B1 東地区）
多田が福島、大浦が三遠、3年契約の2年目であった川嶋が自ら申し出てFE名古屋に移籍、伊藤が富山に移籍した。加入は信州から熊谷航、横浜から赤穂雷太、A東京から藤永佳昭が移籍する。外国籍はザックが残留、キッド、カンターが契約終了となり、キッドは信州に移籍した。加入はジェフリー・クロケットがフィンランドのカウハヨキ・カルフから、もう一名はハーバード大出身のロバート・ベイカーが加入した。スタッフはブラスウェルAC、田中誠人ACが退団した。田中ACは鹿児島レブナイズ、ブラスウェルACは宇都宮ブレックスに移籍した。加入はミック・ダウナーACがオーストラリアのアデレード36erから、福田将吾ACが茨城ロボッツから、奈良篤人ACが千葉ジェッツから加入した。
新チームの初戦は第11回東北カップ2日目、準決勝の青森戦で、赤穂と熊谷はアジアカップに出場、藤永は体調不良で参加しなかったが、84-70で勝利した。決勝は仙台89ersと対戦したが、89-76で敗戦、準優勝となった。
シーズン開幕戦はアウェーの北海道戦で69-59で勝利するが、2戦目は70-79で敗戦。ホーム開幕戦の島根戦は連敗する。翌週の京都戦は1勝1敗、この京都戦で中山が右腕の橈骨遠位端を骨折し全治6週間と診断される。第4節のA東京戦は敗戦に終わる。第5節の三遠戦は連敗する。ここまでで2勝7敗と、外国籍選手での優位性が保てず、編成のテコ入れの必要性が取り沙汰されるようになる。
11月2日、クロケットとの契約が双方合意の上解除された。クロケットの穴を埋めるためトライフープ岡山でプレーしていたジェロウム・ティルマンが短期契約で加入する。第6節佐賀戦は1勝1敗、第7節仙台戦は66-87と大敗する。第8節A東京戦も1戦目で48-78と大敗し、次戦も敗戦に終わる。11月17日、契約後出場のなかった藤永が左膝の負傷悪化のため14日に手術を行ったことが発表された。
バイウィーク明け、ティルマンとの契約が満了し、ベイカーとは双方合意の上契約が解除された。新たな外国籍選手としてかつて在籍したハビエル・カーターが加入、また、スペインでプレーしていたタナー・ライスナーが加入した。メンバーが替わっての第9節信州戦は連勝し、第10節の宇都宮戦も勝利する。第11節横浜戦も連勝、第12節の大阪戦に勝利し、6連勝を飾る。チーム初の7連勝が期待された第2戦は63-65と敗戦に終わる。第13節群馬戦、第14節茨城戦、第15節FE名古屋戦に勝利し、5連勝で年内を終えた。年が明けると第16節広島戦、第17節千葉戦を連敗し、ホームでの第18節長崎戦で連勝する。この長崎戦でザックが負傷しインジュアリーリスト入りする。ザックの代役として前富山のアンジェロ・チョルが短期契約で加入する。また、特別指定選手として東海大学の元田大陽が加入した。直後の第19節川崎戦は連敗した。1月29日、2人目の特別指定選手として羽黒高校の小川瑛次郎が加入した。第20節の茨城戦は64-50で勝利する。第21節富山戦は連勝したが、第22節A東京戦は68-77で敗戦となる。第23節三河戦は連勝した。3月1日、ザックがインジュアリーリストから復帰し、チョルがインジュアリーリスト入りする。第24節名古屋D戦は連敗し、第25節の仙台戦は90-59で勝利した。第26節宇都宮戦は63-90で敗戦する。第27節琉球戦は1勝1敗に終わる。第28節群馬戦は勝利、第29節渋谷戦は連敗する。この渋谷との第2戦でライスナーが負傷、脳震盪と診断を受ける。第30節の宇都宮戦は51-86で敗戦となる。4月9日、ライスナーの契約解除が発表された。チームの公式リリースではBリーグの規約上、リーグ登録最終日以降はインジュアリーリストに登録できない為、ライスナーとの契約を解除し、チョルを選手登録する為に苦渋の決断であったとのコメントが掲載されている。第31節千葉戦は81-76で勝利する。千葉からの勝利は7シーズンぶりであった。第32節仙台戦は1勝1敗、第33節茨城戦は81-94で敗戦、第34節群馬戦も1勝1敗、第35節北海道戦は連勝、最終節千葉戦は初戦が72-88で敗戦となった物の、第2戦は2度のオーバータイムの末93-88で勝利した。秋田は30勝30敗、東地区5位でシーズンを終えた。

#### 2024-25シーズン（B1 東地区）
ザックが自由契約、長谷川が茨城、王が福島、古川が京都、保岡がFE名古屋、チョルが東京ユナイテッドBC、藤永が富山、カーターが滋賀に移籍する。
加入は大阪から土屋アリスター時生、奈良から栗原翼が移籍する。アジア枠としてNew Taipei CTBC DEAからガディアガ・モハマド アル バシールが加入した。外国籍はライスナーが再び契約、リトアニア・LKLのBC Wolves Vilniusからクリスチャン・メコウル、スペイン・リーガACBのUCAMムルシアCBからヤニス・モランが加入した。

## 成績

### 過去のリーグ戦

#### bjリーグ
| 年度    | レギュラーシーズン | レギュラーシーズン | レギュラーシーズン | レギュラーシーズン | レギュラーシーズン | レギュラーシーズン | レギュラーシーズン | レギュラーシーズン | 最終結果                  | HC               | 備考                         |
| 年度    | 勝                 | 敗                 | 勝率               | ゲーム差           | 得点               | 失点               | 得失点差           | 順位               | 最終結果                  | HC               | 備考                         |
| ------- | ------------------ | ------------------ | ------------------ | ------------------ | ------------------ | ------------------ | ------------------ | ------------------ | ------------------------- | ---------------- | ---------------------------- |
| 2010-11 | 18                 | 32                 | .360               | 24.0               | 79.4               | 84.3               | -4.9               | 東6位              | カンファレンス 準決勝敗退 | ロバート・ピアス | 新規参入1年目 プレイオフ進出 |
| 2011-12 | 28                 | 24                 | .538               | 9.0                | 81.9               | 78.7               | +3.2               | 東3位              | カンファレンス 準決勝敗退 | 中村和雄         | プレイオフ進出               |
| 2012-13 | 26                 | 26                 | .500               | 8.0                | 77.4               | 76.7               | +0.7               | 東5位              | カンファレンス 準決勝敗退 | 中村和雄         | プレイオフ進出               |
| 2013-14 | 40                 | 12                 | .769               | 2.0                | 90.2               | 81.1               | +9.1               | 東3位              | 準優勝                    | 中村和雄         | ファイナルズ進出             |
| 2014-15 | 41                 | 11                 | .788               | -                  | 89.3               | 77.1               | +12.2              | 東1位              | 準優勝                    | 長谷川誠         | ファイナルズ進出             |
| 2015-16 | 35                 | 17                 | .673               | 4.0                | 83.9               | 75.9               | +8.0               | 東3位              | 第3位                     | 長谷川誠         | ファイナルズ進出             |

ゲーム差は()外は1位、()内はプレイオフ圏との差をそれぞれ表している。

### その他の試合
- 東北カップ
  - 2012-13シーズン : 優勝
  - 2013-14シーズン : 優勝
  - 2014-15シーズン : 4位
  - 2015-16シーズン : 3位
  - 2016-17シーズン : 優勝
  - 2021-22シーズン : 優勝
  - 2022-23シーズン : 優勝
- 東北アーリーカップ
  - 2017-18シーズン : 優勝
  - 2018-19シーズン : 2位
  - 2019-20シーズン : 優勝

## 選手とスタッフ

### 歴代ヘッドコーチ
1. ロバート・ピアス(2010-2011)
2. 中村和雄(2011-2014)
3. 長谷川誠(2014-2017)
4. ジョゼップ・クラロス(2017-19)
5. 前田顕蔵(2019-)

### 歴代キャプテン
1. 水町亮介(2010-2016)
2. 田口成浩(2016-2018)
3. 俊野達彦(2018)
4. 谷口大智　カディーム・コールビー(2018-2019)
5. 白濱僚祐(2019-2020)
6. 中山拓哉(2020-2022)
7. 古川孝敏(2022-2024)
8. 田口成浩(2024-)

### 背番号変遷・過去の所属選手
- 0 村上大(11)→カイル・スワンストン(12)→富樫勇樹(13-14)→ガディアガ・モハマド アル バシール(24-)
- 00 スティーブ・ザック(22-24)
- 1 澤口誠(10-11)→（デヴィン・スウィートニー[155]）→E・J・ドレイトン(11-12)→ディオン・ハリス(12-13)→シルベスター・セイ(13-14)→内村祥也(14-16)→王偉嘉(21-24)
- 2 水町亮介(10-18)→藤永佳昭(23-24)→栗原翼(24-)
- 3 石井秀生(11-12)→（ドゥレイロン・バーンズ[156]）→安藤誓哉(16-17)→大浦颯太(20-23)
- 4 長谷川誠(10-13)
- 5 ドクン・アキングバデ(10-11)→田口成浩(12-18､21-)
- 6 アンソニー・コールマン(10-11)→ケニー・テイラー(11)→マイク・アンダーソン(13)→館山健太(15-16)→大塚勇人(18)→細谷将司(19-21)→赤穂雷太(23-)
- 7 伊計郁也(11)→佐野吉宗(11-14)→野本建吾(18-21)→ジョーダン・グリン(21-22)→スタントン・キッド(22-23)
- 8 北向由樹(11)→竹野明倫(14-16)→下山大地(18-19)→マイク・ベル(20)→エリック・ニッセン(20)→ロバート・ベイカー(23)
- 9 ウィル・グレイヴス(11)→ライオネル・グリーン(12)→小林祐太(13-14)→（ジャリッド・フェイマス[157]）→白濱僚祐(16-20)→アレックス・デイビス(20-22)
- 10 庄司和広(10-13)→渡部琉(21)
- 11 マイカル・キアース(11-12)→山口祐希(12-13)→菅澤紀行(13-17)→ナイジェル・スパイクス(17-18)→今川友哲(19-20)→ケレム・カンター(22-23)→熊谷航(23-)
- 12 菊地勇樹(10-13)→西野曜(20)→川嶋勇人(21-23)→元田大陽(24-)
- 13 吉元悠(11-12)→チェイス・マクファーランド(13-14)→スコット・モリソン(15-17)→成田正弘(18-19)
- 14 加藤真(12-13)→大塚裕土(13-16)→ジョシュア・クロフォード(22)
- 15 マーシャル・ブラウン(12-13)→リチャード・ロビー(13-16)→ケビン・パルマー(16)→下山貴裕(18-19)→タナー・ライスナー(23-)
- 16 高橋憲一(15-17)→伊藤駿(19-23)
- 17 中山拓哉(17-)
- 18 藤江建典(16-17)
- 19 徳永林太郎(17-18)
- 20 スタンリー・オシッティ(11-12)→ダン・フィッツジェラルド(12-13)→エルハジ・ワドゥ(13)→小栗瑛哉(23-)
- 21 ジョーダン・デマーシー(12)→長谷川暢(18-24)→クリスチャン・メコウル(24-)
- 22 セック・ヘンリー(10-11)→レオ・ライオンズ(17)→クリス・カヨール(17-18)→ドワイト・コールビー(18-19)→多田武史(20-23)
- 23 信平優希(10-12)→アンソニー・ケント(12-13)→ディショーン・スティーブンス(14-15,16-17)
- 24 リッキー・ウッズ(11-12)→タイラン・ウォーカー(14-15)→保岡龍斗(17-24)→ヤニス・モラン(24-)
- 28 ウィリアムス・ニカ(18-20)
- 30 鄭世泳(11)→イバン・ラベネル(17)→ジェフリー・クロケット(23)
- 31 カーティス・テリー(11-12)→高畠佳介(17-18)
- 32 トアーリン・フィッツパトリック(17)→ハビエル・カーター(19-21、23-24)
- 33 ブランドン・ウォレス(11)→館山健太(13-15)→俊野達彦(18)
- 34 ケイシー・クロフォード(11)→T・J・カミングス(12)→小野寺祥太(17-19)
- 35 レイ・ターナー(15-16)→アミダ・ブライマー(22)
- 39 船山裕士(17-18)
- 40 ジャスティン・キーナン(18-20)
- 41 ルーベン・ボイキン(13-15)
- 43 ポール・ビュートラック(10-11)→カディーム・コールビー(17-22)
- 44 アントニオ・バークス(10-11)
- 45 トラヴォン・ブライアント(15)→コルトン・アイバーソン(21-22)
- 51 古川孝敏(19-24)
- 52 中島良史(14-15)
- 54 澤地サミュエル・ジュニア(12-13)
- 55 マイケル・ガーデナー(11)→谷口大智(15-19)
- 77 土屋アリスター時生(24-)
- 82 ビッキー
- 91 佐藤浩貴(17-18)

## 関連組織

### チアダンスチーム
チアダンスチームとしてハピネッツチアダンスチームがあり、阿部美音子がディレクターを務める。阿部に師事し、NBAのシカゴ・ブルズのチアダンスチームに所属していた石田舞も指導にあたっていた。

### ボランティア
bjリーグ時代は球団公認のスポーツボランティア団体として秋田SV-ハピネッツ（あきたえすぶいはぴねっつ）が、主催試合の運営に協力していた。「秋田プロバスケットボールチームをつくる会」がリーグ参入の目的を達成して発展的に解散すると同時に組織改編して、2010年3月に発足した団体である。試合当日の会場運営を主な目的としているほか会場の設営および撤収、さらに各種イベントからPR推進まで幅広い領域で活動していた。2013年にはbjリーグ2012-13シーズンアワード「チームアシスト賞」を受賞。これを機に新規参入前からリーダーを務めていた阿部幸之は退き、新たに児玉晴夫を団体代表に選任した。2016年の新リーグ移行に伴い団体としての活動は終了、個々のボランティアの統率は球団運営会社に委ねられる。

## メディア
2014年11月、NHK BSプレミアムにて放送されるドラマ『ザ・ラスト・ショット』は、ハピネッツに着想を得て制作され、作中にはハピネッツをモチーフにした架空のチーム「秋田ブレイブ・ラッキーズ」も登場する。秋田県内で行われた撮影には、メインキャストの永井大、松田悟志、臼田あさ美らに加えてハピネッツの選手が参加したほか、およそ2千人の秋田県民もエキストラとして参加した。

### TV
- Go ハピネッツ! - 秋田朝日放送 毎週金曜日(情報ニュースショー トレタテ!に内包)16:48〜19:00
- ハピ通 -　秋田テレビ 毎週金曜日(きんよう420に内包)

### ラジオ
- なんてったって日曜はスポーツ - 秋田放送ラジオ 毎週日曜日8:00〜8:30
- Weekly Northern Happinets -  エフエム秋田 毎週木曜日18:30〜18:55
- あさ採りワイド秋田便 - 秋田放送ラジオ 毎週火曜日9:35〜
- 打ち上げろGO!GO!秋田ノーザンハピネッツ!! - FMはなび 毎週土曜日13:30〜13:45

### 過去の放送
- GO!HAPPINETS Time - エフエム秋田

## ハピネッツ関連商品

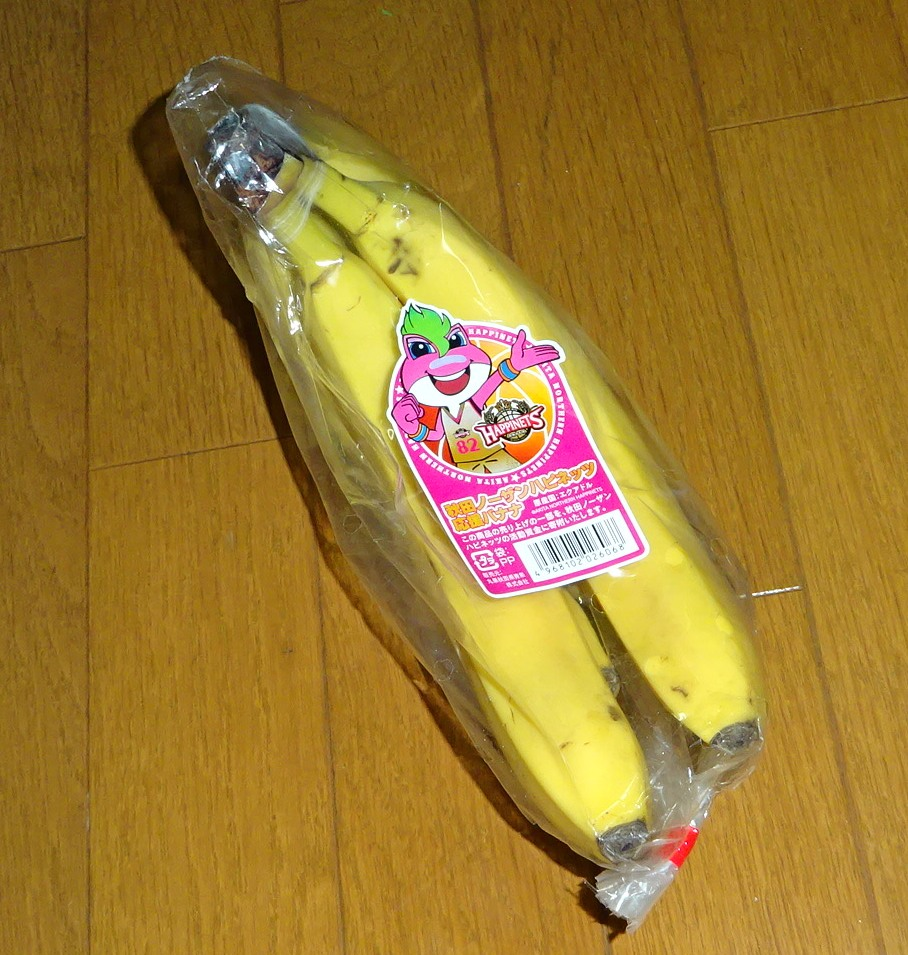
ハピネッツバナナ

秋田県内では、以下のような商品が販売されている。
- ハピネッツサイダー (鈴木酒造)
- サッポロ生ビール〈黒ラベル〉「ハピネッツビール」 (サッポロビール)
- ハピネッツたまご (藤原養鶏場)
- ハピネッツバナナ　(丸果秋田県青果)
- ハピネッツオレンジ　(あきたベジフルサポート)
- スズキ・ハスラー ハピネッツ仕様車「ハピラー」 (秋田スズキ)
- ハピネッツエクナス (TDK)
- ハピどら（菓子舗榮太楼）

## 参照
1. 1 2 3   秋田ノーザンハピネッツ, B.LEAGUE公式サイト 2021年1月30日閲覧。
2. 1 2 3 4 5   チームプロフィール, 公式サイト 2021年1月30日閲覧。
3. 1 2 3 4 5 6 7 8 9 10 11   運営会社, 公式サイト 2021年1月30日閲覧。
4. 1 2 3  “チーム名決定のお知らせ” (2009年9月24日). 2012年8月26日閲覧。
5. ↑  “チームロゴ投票実施のお知らせ” (2010年4月20日). 2012年8月26日閲覧。
6. ↑  “秋田ノーザンハピネッツ「チームロゴ」決定のお知らせ” (2010年4月29日). 2012年8月26日閲覧。
7. ↑  “NHファン　冷めぬ熱狂”. 秋田魁新報. (2014年5月28日)
8. ↑  “【ご報告】2017年8月2日、創立10周年記念式典を執り行いました” (2017年8月3日). 2020年2月28日閲覧。
9. ↑  “【お知らせ】事務所移転のお知らせ” (2020年1月16日). 2020年2月28日閲覧。
10. ↑  “ハピネッツ新ユニフォーム発表”.   NHK秋田放送局 (2014年9月18日). 2014年9月18日閲覧。
11. ↑  『【会見報告】2014-2015シーズンユニフォーム、ユニフォームサプライヤー発表記者会見』（プレスリリース）秋田ノーザンハピネッツ、2014年9月18日。2014年9月18日閲覧。
12. ↑  『2016-17シーズンオフィシャルウェアサプライヤー新規契約締結 およびユニフォームデザインについて』（プレスリリース）秋田ノーザンハピネッツ、2016年7月26日。2016年8月10日閲覧。
13. ↑  『【B.LEAGUEクラブ初】 『FILA』とのオフィシャルウエアサプライヤー契約を締結！』（プレスリリース）公式サイト、2020年7月1日。2020年8月10日閲覧。
14. ↑  『2023-24シーズン ユニフォームデザイン、ユニフォームパートナー決定のお知らせ』（プレスリリース）秋田ノーザンハピネッツ、2023年8月29日。2023年8月29日閲覧。
15. ↑  『『FILA』とのオフィシャルウェアサプライヤー契約を締結！』（プレスリリース）秋田ノーザンハピネッツ、2025年7月1日。2025年7月6日閲覧。
16. 1 2 3 4 5   会場案内, 公式サイト 2021年1月30日閲覧。
17. ↑   アリーナ構想, 公式サイト 2021年1月30日閲覧。
18. 1 2 3  『【ご報告】秋田県との連携協定締結のお知らせ』（プレスリリース）公式サイト、2024年2月25日。2024年9月10日閲覧。
19. 1 2  『東北屈指のアリーナに　新県立体育館　整備費約10億円増加』ABS秋田放送、2024年5月21日。2024年9月10日閲覧。
20. ↑   マスコットキャラクター, 公式サイト 2021年1月30日閲覧。
21. ↑  “秋田NH☆マスコットキャラクター決定！！” (2010年9月8日). 2012年8月26日閲覧。
22. ↑  bjリーグ (2012年1月14日). “マスコット「ビッキー」ダンクコンテスト出場・秋田”. 2012年8月26日閲覧。
23. ↑  県民歌斉唱
24. ↑  〈秋田県民歌〉とスポーツ、地域文化
25. 1 2 3 4 5 6 7 8 9 10 11 12  秋田魁新報社編『TALK ON HAPPINETS』、2011年9月、ISBN 978-4-87020-312-9
26. ↑  “bjリーグドラフト会議 2010 指名選手のお知らせ” (2010年6月8日). 2012年8月3日閲覧。
27. ↑  “菊地勇樹選手☆選手契約基本合意★秋田NH練習生獲得のお知らせ” (2010年7月29日). 2012年8月3日閲覧。
28. ↑  “庄司和広選手★仮保有権トレード及び基本合意のお知らせ” (2010年8月16日). 2012年8月3日閲覧。
29. ↑  “bj秋田ノーザンハピネッツ　新規選手契約について　（アントニオ・バークス、セック・ヘンリー　2010/9/10）:はじめてのbjリーグ観戦ガイド　日本バスケを120%楽しもう♪”. nipponbasketball.seesaa.net. 2021年1月16日閲覧。
30. ↑  “アンソニー・コールマン選手☆選手契約基本合意のお知らせ” (2010年9月13日). 2012年8月3日閲覧。
31. ↑  “ポール・ビュートラック選手☆選手契約基本合意のお知らせ” (2010年9月22日). 2012年8月3日閲覧。
32. ↑  “ジョン・セヨン選手☆選手契約基本合意のお知らせ” (2011年1月25日). 2012年8月3日閲覧。
33. ↑  “村上、伊計選手☆選手契約基本合意のお知らせ” (2011年2月4日). 2012年8月3日閲覧。
34. ↑  “秋田ノーザンハピネッツ 選手契約解除のお知らせ” (2011年2月2日). 2012年8月3日閲覧。
35. ↑  “秋田ノーザンハピネッツ☆選手契約締結のお知らせ” (2011年2月10日). 2012年8月3日閲覧。
36. ↑  “【お詫び】カーティス・テリー選手の不祥事と選手契約解除について”. (2012年1月19日) 2012年1月19日閲覧。
37. ↑  “秋田ノーザンハピネッツ2012‐2013シーズン外国人選手契約基本合意のお知らせ” (2012年8月2日). 2012年8月2日閲覧。
38. ↑  “【注目！】新入団選手「契約基本合意」のお知らせ” (2012年12月26日). 2012年12月26日閲覧。
39. ↑  “【注目！】新入団選手「契約基本合意」のお知らせ” (2013年1月17日). 2013年1月17日閲覧。
40. ↑  “＃20 ダン・フィッツジェラルド選手との選手契約解除のご報告” (2013年2月16日). 2013年2月16日閲覧。
41. ↑  “選手契約締結のお知らせ” (2013年2月16日). 2013年2月16日閲覧。
42. ↑  『【長谷川誠氏】「テクニカル・ディレクター」契約基本合意のお知らせ』（プレスリリース）2013年6月28日。2013年6月28日閲覧。
43. ↑  『【＃10庄司和広選手】選手契約満了に伴う退団のお知らせ』（プレスリリース）2013年5月23日。2013年5月23日閲覧。
44. ↑  『【菊地勇樹選手】選手契約満了および引退のお知らせ』（プレスリリース）2013年6月29日。2013年6月29日閲覧。
45. ↑  『【＃14加藤真選手】契約満了および選手引退のお知らせ』（プレスリリース）2013年5月25日。2013年6月28日閲覧。
46. ↑  『【山口祐希選手】選手契約満了のお知らせ』（プレスリリース）2013年6月28日。2013年6月28日閲覧。
47. ↑  『選手契約満了のお知らせ』（プレスリリース）2013年6月30日。2013年6月30日閲覧。
48. ↑  『【大塚裕土選手】選手契約基本合意のお知らせ』（プレスリリース）2013年6月21日。2013年6月21日閲覧。
49. ↑  『【菅澤紀行選手】選手契約基本合意のお知らせ』（プレスリリース）2013年7月11日。2013年7月11日閲覧。
50. ↑  『【小林 祐太選手】選手契約基本合意のお知らせ』（プレスリリース）2013年6月27日。2013年6月27日閲覧。
51. ↑  『外国人選手契約基本合意のお知らせ①』（プレスリリース）2013年7月23日。2013年7月23日閲覧。
52. ↑  『外国人選手契約基本合意のお知らせ②』（プレスリリース）2013年7月24日。2013年7月24日閲覧。
53. ↑  『外国人選手契約基本合意のお知らせ③』（プレスリリース）2013年7月25日。2013年7月25日閲覧。
54. ↑  『外国人選手契約基本合意のお知らせ④』（プレスリリース）2013年7月26日。2013年7月26日閲覧。
55. ↑  『選手契約未締結のお知らせ』（プレスリリース）秋田ノーザンハピネッツ、2013年9月5日。2013年9月5日閲覧。
56. ↑  『【最終4人目の外国人選手決定！】外国人選手契約基本合意のお知らせ』（プレスリリース）秋田ノーザンハピネッツ、2013年9月12日。2013年9月12日閲覧。
57. ↑  『#20 エルハジ・ワドゥ選手との選手契約解除のご報告』（プレスリリース）秋田ノーザンハピネッツ、2013年11月28日。2013年11月28日閲覧。
58. ↑  『【外国籍選手】選手契約締結のお知らせ』（プレスリリース）秋田ノーザンハピネッツ、2013年11月28日。2013年11月28日閲覧。
59. ↑  『リーグ参入から通算100勝目達成！！』（プレスリリース）秋田ノーザンハピネッツ、2014年2月3日。2014年2月3日閲覧。
60. ↑  『選手契約解除のご報告』（プレスリリース）秋田ノーザンハピネッツ、2014年2月6日。2014年2月6日閲覧。
61. ↑  『選手契約締結のお知らせ』（プレスリリース）秋田ノーザンハピネッツ、2014年2月6日。2014年2月6日閲覧。
62. ↑  『秋田ＮＨ、中村ＨＣ退任へ　後任は長谷川氏有力』（プレスリリース）2014年4月3日。2014年4月3日閲覧。
63. ↑  “ハピネッツ　ドラフト会議で23歳選手を指名（秋田県）”. (2014年6月7日).  オリジナルの2014年6月7日時点におけるアーカイブ。 2014年7月2日閲覧。
64. ↑  “菅野ら計6選手を指名　バスケbjドラフト会議”. 日本経済新聞. 共同通信社. (2014年6月6日) 2014年7月2日閲覧。
65. ↑  『中島良史選手契約基本合意のお知らせ』（プレスリリース）秋田ノーザンハピネッツ、2014年7月3日。2014年7月3日閲覧。
66. ↑  『竹野明倫選手契約基本合意のお知らせ』（プレスリリース）秋田ノーザンハピネッツ、2014年7月4日。2014年7月4日閲覧。
67. ↑  『【新ヘッドコーチ】長谷川誠氏と契約合意のお知らせ』（プレスリリース）秋田ノーザンハピネッツ、2014年7月1日。2014年7月2日閲覧。
68. ↑  『練習生受け入れのお知らせ』（プレスリリース）秋田ノーザンハピネッツ、2014年8月3日。2014年8月4日閲覧。
69. ↑  『内村祥也選手 契約基本合意のお知らせ』（プレスリリース）秋田ノーザンハピネッツ、2014年9月4日。2014年9月4日閲覧。
70. ↑  『リチャード・ロビー選手 【外国人選手初継続】 契約基本合意のお知らせ』（プレスリリース）秋田ノーザンハピネッツ、2014年7月11日。2014年7月11日閲覧。
71. ↑  『【継続】ルーベン・ボイキン選手 契約基本合意のお知らせ』（プレスリリース）秋田ノーザンハピネッツ、2014年9月9日。2014年9月9日閲覧。
72. ↑  『【2人目の外国籍選手】タイラン・ウォーカー選手 契約基本合意のお知らせ』（プレスリリース）秋田ノーザンハピネッツ、2014年8月29日。2014年8月29日閲覧。
73. ↑  『ジャリッド・フェイマス選手 契約基本合意のお知らせ』（プレスリリース）秋田ノーザンハピネッツ、2014年9月5日。2014年9月5日閲覧。
74. ↑  『【結果速報】9/6 プレシーズンゲームVS富山グラウジーズ』（プレスリリース）秋田ノーザンハピネッツ、2014年9月6日。2014年9月6日閲覧。
75. ↑  『【結果速報】9/7 プレシーズンゲームVS富山グラウジーズ』（プレスリリース）秋田ノーザンハピネッツ、2014年9月7日。2014年9月7日閲覧。
76. ↑  『【結果速報】9/20 東北カップ VS.岩手ビッグブルズ』（プレスリリース）秋田ノーザンハピネッツ、2014年9月20日。2014年9月20日閲覧。
77. ↑  『【結果速報】9/21 東北カップ VS.青森ワッツ』（プレスリリース）秋田ノーザンハピネッツ、2014年9月21日。2014年9月21日閲覧。
78. ↑  『【試合結果】9/23 VS.リンク栃木ブレックス』（プレスリリース）秋田ノーザンハピネッツ、2014年9月24日。2014年9月24日閲覧。
79. ↑  『【契約未締結】#9　ジャリッド・フェイマス選手』（プレスリリース）秋田ノーザンハピネッツ、2014年9月28日。2014年9月28日閲覧。
80. ↑  『【継続】ディショーン・スティーブンス選手 契約基本合意のお知らせ』（プレスリリース）秋田ノーザンハピネッツ、2014年9月30日。2014年9月30日閲覧。
81. ↑  『【試合結果】アウェイ 10/4 VS.新潟アルビレックスBB』（プレスリリース）秋田ノーザンハピネッツ、2014年10月5日。2014年10月5日閲覧。
82. ↑  『【試合結果】アウェイ 10/5 VS.新潟アルビレックスBB』（プレスリリース）秋田ノーザンハピネッツ、2014年10月6日。2014年10月6日閲覧。
83. ↑  『【試合結果】10/11【ホーム第1節】vs.仙台89ERS』（プレスリリース）秋田ノーザンハピネッツ、2014年10月11日。2014年10月11日閲覧。
84. ↑  『【試合結果】11/23 【ホーム第4節】 vs.琉球ゴールデンキングス』（プレスリリース）秋田ノーザンハピネッツ、2014年11月23日。2014年11月23日閲覧。
85. ↑  『【試合結果】11/22 【ホーム第4節】 vs.琉球ゴールデンキングス』（プレスリリース）秋田ノーザンハピネッツ、2014年11月22日。2014年11月22日閲覧。
86. ↑  『田口成浩選手「ローソン"Ponta"月刊MVP」受賞のお知らせ』（プレスリリース）秋田ノーザンハピネッツ、2015年1月6日。2015年1月6日閲覧。
87. ↑  『選手契約解除のご報告』（プレスリリース）秋田ノーザンハピネッツ、2015年1月20日。2015年1月20日閲覧。
88. ↑  『【新外国人選手】契約締結のお知らせ』（プレスリリース）秋田ノーザンハピネッツ、2015年1月22日。2015年1月22日閲覧。
89. ↑  『#8竹野明倫選手 診断結果および全治について』（プレスリリース）秋田ノーザンハピネッツ、2015年3月6日。2015年3月6日閲覧。
90. ↑  “【報告】＃17 中山拓哉選手の入団会見を行いました！” (2017年1月16日). 2017年1月13日閲覧。
91. ↑  “選手契約解除のご報告” (2017年1月16日). 2017年1月16日閲覧。
92. ↑  “選手契約合意のお知らせ” (2013年1月17日). 2017年1月16日閲覧。
93. ↑  『江戸川大学バスケットボール部 保岡龍斗選手 秋田ノーザンハピネッツ特別指定選手契約合意』（pdf）（プレスリリース）江戸川大学、2017年2月17日。2017年2月24日閲覧。
94. ↑  “選手契約解除のご報告” (2017年2月28日). 2017年2月28日閲覧。
95. ↑  “選手契約合意のお知らせ” (2017年2月28日). 2017年2月28日閲覧。
96. ↑  “長谷川誠ヘッドコーチ退任のお知らせ” (2013年5月18日). 2017年5月18日閲覧。
97. ↑  “ハピネッツ長谷川誠ＨＣが辞任”.  秋田魁新報 (2017年5月18日). 2017年5月19日閲覧。
98. ↑  “【新ヘッドコーチ】契約合意のお知らせ” (2017年6月13日). 2017年6月13日閲覧。
99. ↑  “自由交渉選手リスト公示のお知らせ” (2013年5月25日). 2017年5月25日閲覧。
100. ↑  “【チーム情報】藤江建典選手 契約基本合意のお知らせ” (2013年6月28日). 2017年6月28日閲覧。
101. ↑  “菅澤 紀行 選手移籍のお知らせ” (2013年7月12日). 2017年7月12日閲覧。
102. ↑  “#16 高橋 憲一 選手 現役引退およびアンバサダー就任のお知らせ” (2013年6月30日). 2017年6月30日閲覧。
103. ↑  “安藤誓哉選手期限付移籍での加入のお知らせ” (2013年7月19日). 2017年7月19日閲覧。
104. ↑  “ジョー・クックAC移籍のお知らせ” (2013年7月4日). 2017年7月4日閲覧。
105. ↑  “【新入団】 高畠 佳介選手 契約合意のお知らせ” (2013年7月4日). 2017年7月4日閲覧。
106. ↑  “【新入団】 徳永 林太郎選手 契約合意のお知らせ” (2013年7月4日). 2017年7月4日閲覧。
107. ↑  “【新入団】小野寺 祥太選手 契約合意のお知らせ” (2013年7月5日). 2017年7月5日閲覧。
108. ↑  “【新入団】佐藤 浩貴選手 契約合意のお知らせ” (2013年7月17日). 2017年7月17日閲覧。
109. ↑  “【継続】レオ・ライオンズ 選手 契約合意のお知らせ” (2013年5月29日). 2017年5月29日閲覧。
110. ↑  “スコット・モリソン選手、2017-18シーズン 選手契約（新規）締結！” (2013年7月11日). 2017年7月11日閲覧。
111. ↑  “【新入団】カディーム・コールビー選手 契約合意のお知らせ” (2013年7月11日). 2017年7月11日閲覧。
112. ↑  “【新入団】ナイジェル・スパイクス選手 契約合意のお知らせ” (2013年7月28日). 2017年7月28日閲覧。
113. ↑  “レオ・ライオンズ選手 現役引退に伴う契約解除のお知らせ” (2013年7月31日). 2017年7月31日閲覧。
114. ↑  “【新入団】トアーリン・フィッツパトリック選手 契約合意のお知らせ” (2013年7月31日). 2017年7月31日閲覧。
115. ↑  “【試合結果】第93回天皇杯・第84回皇后杯全日本バスケットボール選手権大会３次ラウンド神奈川会場５回戦” (2017年11月25日). 2017年11月25日閲覧。
116. ↑  “【試合結果】第93回天皇杯・第84回皇后杯全日本バスケットボール選手権大会３次ラウンド神奈川会場６回戦” (2017年11月26日). 2017年11月26日閲覧。
117. ↑  “インジュアリーリスト登録のお知らせ” (2017年12月22日). 2017年12月22日閲覧。
118. ↑  “選手契約解除のご報告” (2017年12月22日). 2017年12月22日閲覧。
119. ↑  “【新入団】船山裕士選手 契約合意のお知らせ” (2017年12月22日). 2017年12月22日閲覧。
120. ↑  “【新入団】クリス・カヨール選手 契約合意のお知らせ” (2017年12月22日). 2017年12月22日閲覧。
121. ↑  “【新入団】選手契約合意（特別指定選手）のお知らせ” (2017年12月27日). 2017年12月27日閲覧。
122. ↑  “【新加入】大塚 勇人 選手 契約合意（期限付き移籍）のお知らせ” (2018年2月6日). 2018年2月6日閲覧。
123. ↑  “【試合結果】3/25（日）vs 群馬クレインサンダーズ ＠ ヤマト市民体育館前橋” (2018年3月25日). 2018年3月25日閲覧。
124. ↑  “【試合結果】5/6（日）vs 信州ブレイブウォリアーズ ＠千曲市戸倉体育館” (2018年5月6日). 2018年5月6日閲覧。
125. ↑  “【試合結果】5/12（土）vs 熊本ヴォルターズ ＠CNAアリーナ☆あきた（秋田市立体育館）” (2018年5月12日). 2018年5月12日閲覧。
126. ↑  “【試合結果】5/13（日）vs 熊本ヴォルターズ ＠CNAアリーナ☆あきた（秋田市立体育館）” (2018年5月13日). 2018年5月13日閲覧。
127. ↑  “俊野達彦選手 期限付移籍のお知らせ” (2018年11月30日). 2018年11月30日閲覧。
128. ↑  “【新入団】ドワイト・コールビー 選手 契約合意のお知らせ” (2018年12月21日). 2018年12月21日閲覧。
129. ↑  “ニカ・ウィリアムス選手 期限付移籍のお知らせ” (2018年12月21日). 2018年12月21日閲覧。
130. ↑  “福島のニカ・ウィリアムスが移籍期間満了で秋田復帰” (2019年2月26日). 2019年2月26日閲覧。
131. ↑  “【ジョゼップ・クラロス・カナルスHC】契約満了のお知らせ” (2019年4月27日). 2019年4月27日閲覧。
132. ↑  “【新入団】選手契約合意（特別指定選手）のお知らせ”. 秋田ノーザンハピネッツ. 2020年1月20日閲覧。
133. ↑  “【新入団】選手契約合意（特別指定選手）のお知らせ”. 秋田ノーザンハピネッツ. 2020年1月31日閲覧。
134. ↑  “【新入団】大浦 颯太選手 契約合意のお知らせ”. 秋田ノーザンハピネッツ. 2020年2月7日閲覧。
135. ↑  “今川 友哲選手 期限付き移籍での加入のお知らせ”. ライジングゼファー福岡. 2020年2月20日閲覧。
136. ↑  “【新入団】マイク・ベル選手契約合意のお知らせ”. 秋田ノーザンハピネッツ. 2020年8月27日閲覧。
137. ↑  “【新加入】エリック・ニッセン選手 契約合意（期限付き移籍）のお知らせ”. 秋田ノーザンハピネッツ. 2020年9月10日閲覧。
138. ↑  “【新入団】選手契約合意（特別指定選手）のお知らせ”. 秋田ノーザンハピネッツ. 2021年2月12日閲覧。
139. ↑  “【新入団】ワン・ウェイジャ選手契約合意のお知らせ”. 秋田ノーザンハピネッツ. 2021年3月3日閲覧。
140. ↑  “選手契約解除のご報告”. 秋田ノーザンハピネッツ. 2022年8月29日閲覧。
141. ↑  “【ご報告】ケビン・ブラスウェルアシスタントコーチ　ヘッドコーチ代行就任のお知らせ”. 秋田ノーザンハピネッツ. 2022年8月26日閲覧。
142. ↑  “【新入団】ジョシュア・クロフォード選手契約合意のお知らせ”. 秋田ノーザンハピネッツ. 2022年9月9日閲覧。
143. ↑  “【新入団】スティーブ・ザック選手契約合意のお知らせ”. 秋田ノーザンハピネッツ. 2022年9月30日閲覧。
144. ↑  “【ケレム・カンター選手】負傷に関するご報告”. 秋田ノーザンハピネッツ. 2022年10月23日閲覧。
145. ↑  “【試合結果】11/30（水）第8節 秋田魁新報社 presents. vs アルバルク東京＠CNAアリーナ☆あきた”. 秋田ノーザンハピネッツ. 2022年11月30日閲覧。
146. ↑  “【前田HC】12月10日11日の川崎戦　ベンチ入りについて”. 秋田ノーザンハピネッツ. 2022年12月8日閲覧。
147. ↑  “【田口成浩選手】負傷に関するご報告”. 秋田ノーザンハピネッツ. 2022年12月25日閲覧。
148. ↑  “【長谷川暢選手】欠場のお知らせ”. 秋田ノーザンハピネッツ. 2022年12月30日閲覧。
149. ↑  “【新入団】選手契約合意（特別指定選手）のお知らせ”. 秋田ノーザンハピネッツ. 2023年3月10日閲覧。
150. ↑  “【古川孝敏選手】負傷に関するご報告”. 秋田ノーザンハピネッツ. 2023年3月25日閲覧。
151. ↑  “【新入団】タナー・ライスナー選手 契約合意のお知らせ”.   秋田ノーザンハピネッツ (2023年12月1日). 2023年12月1日閲覧。
152. ↑  “【タナ―・ライスナー選手】負傷に関するご報告”.   秋田ノーザンハピネッツ公式サイト. 2024年4月6日閲覧。
153. 1 2  “選手契約解除のご報告”.   秋田ノーザンハピネッツ公式サイト. 2024年4月9日閲覧。
154. ↑  “アンジェロ・チョル選手 インジュアリーリスト抹消のお知らせ”.   秋田ノーザンハピネッツ公式サイト. 2024年4月9日閲覧。
155. ↑  シーズン開始前に離脱し正式契約には至らず
156. ↑  ケガのため正式契約には至らず
157. ↑  2014-15シーズン開幕前に合流しプレシーズンゲームには出場したが、契約締結には至らず
158. ↑  “ハピネッツタイムズ” (PDF).   秋田ノーザンハピネッツ (2011年9月1日). 2013年4月22日閲覧。
159. ↑  秋田魁新報社編『TALK ON HAPPINETS』、2011年9月、65頁、ISBN 978-4-87020-312-9
160. ↑  『【秋田スポーツボランティアが受賞！】bjリーグ 2012-13シーズン アワードについて』（プレスリリース）2013年7月26日。2013年7月26日閲覧。
161. ↑  『ハピネッツを基盤にしたバスケドラマが放送されます!!』（プレスリリース）秋田ノーザンハピネッツ、2014年5月19日。2014年9月18日閲覧。
162. ↑  “バスケドラマ「エキストラに感謝」本県舞台、主演・永井さんら会見”. 秋田魁新報 (秋田魁新報社). (2014年8月23日) 2014年9月18日閲覧。